# خوسيه فاسكونسيلوس
خوسيه فاسكونسيلوس (بالإسبانية: José Vasconcelos)‏(30 يونيو 1959 28 فبراير 1882) كان  كاتبًا وفيلسوفًا وسياسيًا هامًا مكسيكيًا. وهو أحد أكثر الشخصيات تأثيراً وإثارة للجدل في تطور المكسيك الحديثة. أثرت فلسفته في «العرق الكوني» على جميع جوانب السياسات الاجتماعية والثقافية والسياسية والاقتصادية المكسيكية.

## روابط خارجية
- خوسيه فاسكونسيلوس على موقع الموسوعة البريطانية (الإنجليزية)